# 希默靈冰原
希默靈冰原（英語：Shimmering Icefield）是南極洲的冰原，位於奧次地，處於希普頓嶺和蒂爾曼嶺之間，屬於阿倫山的一部分，由新西蘭研究隊命名，現時由南極條約體系管理。